# Antonio Corsetti
Antonio Corsetti, o Corsetto, latinizzato come Antonius Corsettus (Noto, 1450 circa – Roma, ottobre 1503), è stato un giurista e religioso italiano del XV secolo, vescovo di Malta dal 1501 fino alla morte.

## Biografia
Nacque intorno al 1450 a Noto in Sicilia da una ricca famiglia, figlio di Cola e Giovannella. Nella città natale ebbe la sua prima istruzione e ben presto fece i voti.
Studio diritto all'Università di Bologna, laureandosi in utroque iure nel 1479.
Fu lettore di diritto canonico a Bologna tra il 1479 e il 1487, quando si trasferì all'Università di Padova su richiesta del doge della Repubblica di Venezia Agostino Barbarigo. Nel decennio seguente ebbe un'intensa attività accademica e produsse la maggior parte delle proprie opere. Grazie alla propria fama di canonista, divenne giudice della Sacra Rota Romana nel 1500, su nomina di papa Alessandro VI.
Fu nominato vescovo di Malta il 26 luglio 1501 da re Ferdinando II d'Aragona e ufficializzato dal pontefice nel concistoro del 20 dicembre 1501, ma probabilmente non raggiunse mai la sua sede episcopale.
Morì due anni dopo, nel 1503, a Roma.

## Opere
- (LA) Singularia et notabilia, Bologna, Baldassarre Azzoguidi, 1477.
- (LA) Repertorium in opera Nicolai de Tudeschis, Venezia, Andrea Torresano, dopo il 17 settembre 1486.
- (LA) Consilium de monte pietatis, Venezia, Giovanni e Gregorio De Gregori, 1493.